# غواصة يو-122
كانت الغواصة يو-122 واحدة من 329 غواصة خدمت في البحرية الإمبراطورية الألمانية خلال الحرب العالمية الأولى.